# Bullita unicolor
Bullita unicolor är en insektsart som beskrevs av Desutter-grandcolas 1997. Bullita unicolor ingår i släktet Bullita och familjen syrsor. Inga underarter finns listade i Catalogue of Life.